# Joaquín Pereira Becerra
Joaquín Pereira Becerra (* 10. August 1838 in San Pedro, Guanujo, Bolívar, Ecuador; † 10. Juli 1923 in Carlosama, Cuaspud, Nariño, Kolumbien) war eine ecuadorianische Militärperson spanischen Ursprungs, die Juan José Flores bei der Restauration von Gran Colombia als Coronel der zweiten Militärdivision Salvador im Kampf gegen die Bataillonen Tomás Cipriano de Mosqueras in der Schlacht bei Cuaspud 1863 half. Pereira Becerra scheiterte und floh nach Carchi.

## Weblink
- Kurzbiografie